# Петин, Владислав Георгиевич
Владисла́в Гео́ргиевич Пе́тин (29 декабря 1939, Степняк, Акмолинская область, Казахская ССР, СССР — 25 октября 2022, Обнинск, Калужская область, Россия) — советский и российский биофизик. Специалист в области радиационной биофизики, биофизической экологии. Доктор биологических наук (1983), профессор. Заведующий биофизической лабораторией Медицинского радиологического научного центра. Профессор кафедры биологии Обнинского института атомной энергетики.

## Биография
Владислав Петин родился 29 декабря 1939 года в Казахстане.
В 1962 году окончил физический факультет Московского государственного университета имени М. В. Ломоносова.
В 1969 году защитил диссертацию по специальности «Радиобиология» на соискание учёной степени кандидата биологических наук на тему «Влияние физических параметров излучения на проявление радиобиологических реакций на некоторых микроорганизмах».
В 1983 году защитил диссертацию на соискание учёной степени доктора биологических наук на тему «Количественные закономерности модификаций радиочувствительности клеток».
Заведующий биофизической лабораторией Медицинского радиологического научного центра. Под руководством Петина исследуются ранние и отдаленные эффекты комбинированных воздействий, участие процессов восстановления в механизмах действия препаратов, которые используются в клинике для повышения радиочувствительности.
В течение нескольких лет проводит совместные исследования по проблемам синергизма с Корейским институтом атомной энергии.

## Научная деятельность
Научные интересы лежат в области радиационной биофизики, биофизической экологии. Опубликовал более 430 научных работ, в том числе 7 монографий и 6 изобретений.
Открыл фотореактивацию после действия ионизирующего излучения; интерпретировал это открытие с привлечением излучения Вавилова-Черенкова. Произвёл количественную оценку вклада возбуждений и ионизаций в летальное действие ионизирующей радиации. Доказал роль пострадиационного восстановления в относительной биологической эффективности плотно ионизирующих излучений. Продемонстрировал участие процессов пострадиационного восстановления в механизме действия радиопротекторов и радиосенсибилизаторов. Разработал вероятностную модель радиационного действия; модель является синтезом принципа попаданий и теории мишени с биологической стохастикой. Исследовал оптимизацию и прогнозирование синергических эффектов после комбинированного действия факторов окружающей среды.
Среди новых созданных Петиным научных направлений выделяются участие систем пострадиационного восстановления в модификации радиочувствительности, оптимизация и прогнозирование биологических эффектов при комбинированных воздействиях на клеточные культуры и животных, оценка дозы ультрафиолетового света при действии ионизирующих излучений высокий энергии.

## Преподавательская деятельность
Профессор кафедры биологии Обнинского института атомной энергетики. Читает лекционный курс «Экологическая биофизика», руководит учебно-исследовательской и дипломной работой студентов-биоэкологов.

## Участие в профессиональных и общественных организациях
- Член Российского национального комитета по защите от неионизирующих излучений[4]

## Награды и премии
- Памятная медаль Н. В. Тимофеева-Ресовского (1998, за разработку проблем синергетики и термодинамики в биосфере)[7]
- Премия имени Н. В. Тимофеева-Ресовского (2005)[3]
- Премия имени А. Л. Чижевского[3]
- Первая премия Правительства Калужской области преподавателям и научным работникам, осуществляющим научное руководство аспирантами и соискателями (2008)[7]

## Семья
- Сын — Дмитрий Владиславович Петин. В течение двадцати лет был научным сотрудником того же Института медицинской радиологии, где работает его отец (позже — Медицинский радиологический научный центр)[8].
- Внук — Владимир Дмитриевич Петин (р. 1986), российский журналист[8].

### Публикации Владислава Петина

#### Монографии
- Петин В. Г. Генетический контроль модификаций радиочувствительности клеток. — М.: Энергоатомиздат, 1987. — 203 с.
- Петин В. Г., Комаров В. П. Количественное описание модификации радиочувствительности. — М.: Энергоатомиздат, 1989. — 190 с.
- Петин В. Г. Биофизика неионизирующих физических факторов окружающей среды. — Обнинск: МРНЦ РАМН, 2006. — 265 с.
- Петин В. Г., Жураковская Г. П., Комарова Л. Н. Радиобиологические основы сингергических взаимодействий в биосфере. — М.: ГЕОС, 2012. — 219 с.

#### Учебные пособия
- Петин В. Г., Ершов Ю. И. Термодинамика и экология: Учебное пособие по курсу «Биофизика»: Для студентов специальности 013100 «Экология» / Обнинский институт атомной энергетики, Физико-энергетический факультет. — Обнинск: ИАТЭ, 1997. — 92 с.
- Петин В. Г., Сынзыныс Б. И. Комбинированное воздействие факторов окружающей среды на биологические системы: Учебное пособие для студентов специальности 013100 «Экология» / Обнинский институт атомной энергетики, Факультет естественных наук. — Обнинск: ИАТЭ, 1998. — 71 с.
- Комарова Л. Н., Петин В. Г. Модификация радиочувствительности: новые горизонты и перспективы. — Обнинск: ИАТЭ, 2007. — 142 с.
- Петин В. Г., Белкина С. В. Устойчивость биосферы и глобальные экологические проблемы. — Обнинск: ИАТЭ, 2010. — 75 с.

#### Научные статьи
- Петин В. Г., Дергачёва И. П., Романенко А. Г., Рябова С. В. Новая концепция оптимизации и прогнозирования эффектов синергизма при комбинированном воздействии химических и физических факторов окружающей среды // Российский химический журнал. — 1997. — Т. 41, № 3. — С. 96—104.
- Рябова С. В., Петин В. Г. Математическое описание выхода мутаций при комбинированном воздействии различных мутагенов // Генетика. — 1998. — Т. 34, № 8. — С. 1151—1156.
- Петин В. Г., Жураковская Г. П., Комарова Л. Н., Рябова С. В. Зависимость синергизма факторов окружающей среды от их интенсивности // Экология. — 1998. — № 5. — С. 383—389.
- Ryabova S. V., Rassokhina А. V., Zhurakovskaya G. P., Petin V. G. Optimization and prognosis of mutagenic effects under combined action of environmental agents // XVII-th International Congress of Genetics. (Beijing, China August 10-15 1998). — Beijing, 1998. — P. 26.
- Пантюхина А. Г., Дергачёва И. П., Петин В. Г. Синергизм и условия его проявления при комбинированном действии физического и химического факторов на биологические объекты // II съезд биофизиков России. Тезисы. — М., 1999.
- Рябова С. В., Петин В. Г. Достижение в моделировании синергических эффектов экологических агентов // Тезисы докладов Региональной научно-практической конференции «Инновационное развитие достижений учёных Калужской области для народного хозяйства». (Обнинск 15-16 апреля 1999 г.). — Обнинск, 1999. — С. 75—76.
- Рябова С. В., Петин В. Г. Новые аспекты в изучении синергизма экологического канцерогенеза // Труды Четвёртой Всероссийской научно-практической конференции с международным участием «Новое в экологии и безопасности жизнедеятельности»: В 3-х томах (16-18 июня 1999 года, Санкт-Петербург)  / Под ред. Н. И. Иванова; Балтийский государственный технический университет. — СПб., 1999. — Т. 3. — С. 212.
- Петин В. Г., Рябова С. В. Энергетика и глобальные проблемы экологии // Школа-семинар «Энергетика и человек». Сборник докладов (Обнинск, 13-14 октября 1999 г.). — Обнинск: ИАТЭ, 1999. — С. 8—16.
- Рябова С. В., Петин В. Г. Возможность прогнозирования синергических эффектов комбинированных воздействий на организменном уровне // Радиационная биология. Радиоэкология. — 2000. — Т. 40, № 2. — С. 192—196.
- Петин В. Г., Жураковская Г. П., Морозов И. И., Дергачёва И. П.,. Рассохина А. В., Рябова С. В., Комарова Л. Н. Разработка и апробация теоретической модели и синергического взаимодействия вредных факторов окружающей среды, характерных для Калужской области // Труды регионального конкурса научных проектов в области естественных наук  / (грант РФФИ и Администрации Калужской области №98-04-03599). — Калуга: Издательский дом «Эйдос», 2000. — Вып. 1. — С. 266—279.
- Kim J. K., Petin V. G., Ryabova S. V. The republic of Korea as an example of power energy influence on quality of life // Международный конгресс «Энергетика 3000». (Обнинск, 2000 г.) Тезисы докладов. — Обнинск: ИАТЭ, 2000. — С. 122—123.
- Ryabova S. V., Petin V. G. Modeling of carcinogenic effects resulting from the combined action radon, smoking, and other agents // “5th International Conference on High Level of Natural Radon and Radon Areas: Radiation Dose and Health Effects” (Munich, September 4-7, 2000). — Munich: Institute of Radiation Hygiene, 2000. — P. 167.
- Петин В. Г, Рябова С. В., Комарова Л. Н. Оптимизация и прогнозирование на организменном уровне синергического взаимодействия факторов окружающей среды, характерных для Калужской области // Труды регионального конкурса научных проектов в области естественных наук  / (грант РФФИ и Администрации Калужской области №00-04-96071). — Калуга: Издательский дом «Эйдос», 2001. — Вып. 2. — С. 383—399.
- Саенко А. С., Петин В. Г. Медицинский радиологический научный центр — один из основоположников фундаментальной науки — клинической радиобиологии // Радиация и риск (Бюллетень Национального радиационно-эпидемиологического регистра). — 2012. — Т. 21, № 3. — С. 10—21.

#### Научно-популярные статьи
- Петин Владислав. Радиофобия и радиационный гормезис // Нева. — 2013. — № 4.

#### Интервью
- Петин Владимир. Цезий на зубах. Разговор с отцом, 20 лет работавшим над изучением последствий аварии // Российская газета. — 25 апреля 2014 года.

### О Владиславе Петине
- Колотилина Елена. Жизнь и расход энергии // Обнинская газета. — 22 января 2013 года. Архивировано 4 марта 2016 года.